# Federação Espanhola de Basquetebol
A Federação Espanhola de Basquetebol (FEB) é o organismo que gere o basquetebol na Espanha. A liga é organizada de maneira similar à maioria dos países da Europa e a maioria dos membros da FIBA. A organização de basquetebol espanhol se realiza similar ao futebol enquanto que existe uma liga de clubes profissionais e ao mesmo tempo uma federação que engloba todas as demais competições de clubes menos profissionalizados ou amadores e também os das categorias de formação de jogadores jovens.
A federação espanhola de basquetebol rege na Espanha todas estas diferentes ligas, tanto as profissionais como as amadoras e as de formação de jogadores e também a todo o referido com a seleção espanhola de basquetebol. A associação de clubes de basquete (ACB) é quem organiza a maior liga espanhola. Esta também está regida pela federação espanhola de basquetebol.
A Associação de Clubes de Basquetebol (ACB) organiza a liga que leva o mesmo nome. A liga está formada pelas 18 equipes de maior potencial. Cada ano as duas últimas na classificação da liga ACB descem à divisão LEB, e as duas melhores da divisão LEB, sobem à liga ACB. A LEB também organiza a Federação Espanhola de Basquete.